# Accused
Accused är en amerikansk kriminaldramaserie från 2023 vars första säsong består av 15 avsnitt och hade premiär på Viaplay 10 april 2023. Serien är skapad och utvecklad by Howard Gordon och är baserad på den brittiska serien med samma namn från 2010. I USA hade serien premiär på Fox 22 januari 2023.

## Handling
Serien kretsar kring hur helt vanliga personer hamnar i en ovanlig situation och hur ett felval leder till ett annat och så vidare tills det är för sent att ångra sig. I varje avsnitt följs en ny person och ett nytt fall.

## Roller i urval
| Emma Nelson      | – Clara Palmer  |
| René Escobar Jr. | – Aaron Askari  |
| Daniel Romero    | – Polonius      |
| Molly Parker     | – Laura Broder  |
| Jason Ritter     | – Jack Fletcher |